# Rhopalorhynchus gracillimus
Rhopalorhynchus gracillimus is een zeespin uit de familie Colossendeidae. De soort behoort tot het geslacht Rhopalorhynchus. Rhopalorhynchus gracillimus werd in 1907 voor het eerst wetenschappelijk beschreven door Carpenter. 